# Alien (игра, 1982)
Alien (рус. Чужой) — компьютерная игра в жанре аркада, разработанная и изданная компанией Fox Video Games, Inc. в 1982 году для домашнего компьютера Atari 2600. Игра создана по мотивам одноимённого фильма.

## Геймплей
Игровой процесс практически идентичен известной игре Pac-Man. Игрок управляет персонажем, которому необходимо собрать все яйца Чужих в лабиринте. В поисках игроку мешают Чужие, которые преследуют его. Чтобы выжить, игроку необходимо собирать своеобразное оружие, которое делает Чужих уязвимыми на некоторое время, позволяя убить их. Собрав все яйца, игрок перемещается на бонусный уровень, который скопирован с другой аркады — Frogger. Здесь игрок должен пересечь уровень, минуя Чужих. После этого игрок переносится на следующий, более сложный уровень.

## Реакция
Игра была хорошо принята. Allgame поставила игре «Хорошо», назвав её хорошим клоном Pac-Man’а и одной из лучших игр по фильмам для Atari 2600. Из минусов было отмечено мультяшное исполнение Чужих. Сайт «The Video Game Critic» дал игре оценку «B+», также назвав её хорошим клоном Pac-Man’а, отметив чистое исполнение и стимулирующим геймплеем, но указав на полное отсутствие атмосферы фильма. Сайт «GameFreaks365» дал игре 6.3 балла, посоветовав её тем, «кто ищет игру в духе Pac-Man’а, но с дополнительными усложнениями».